# Vis de Herbert

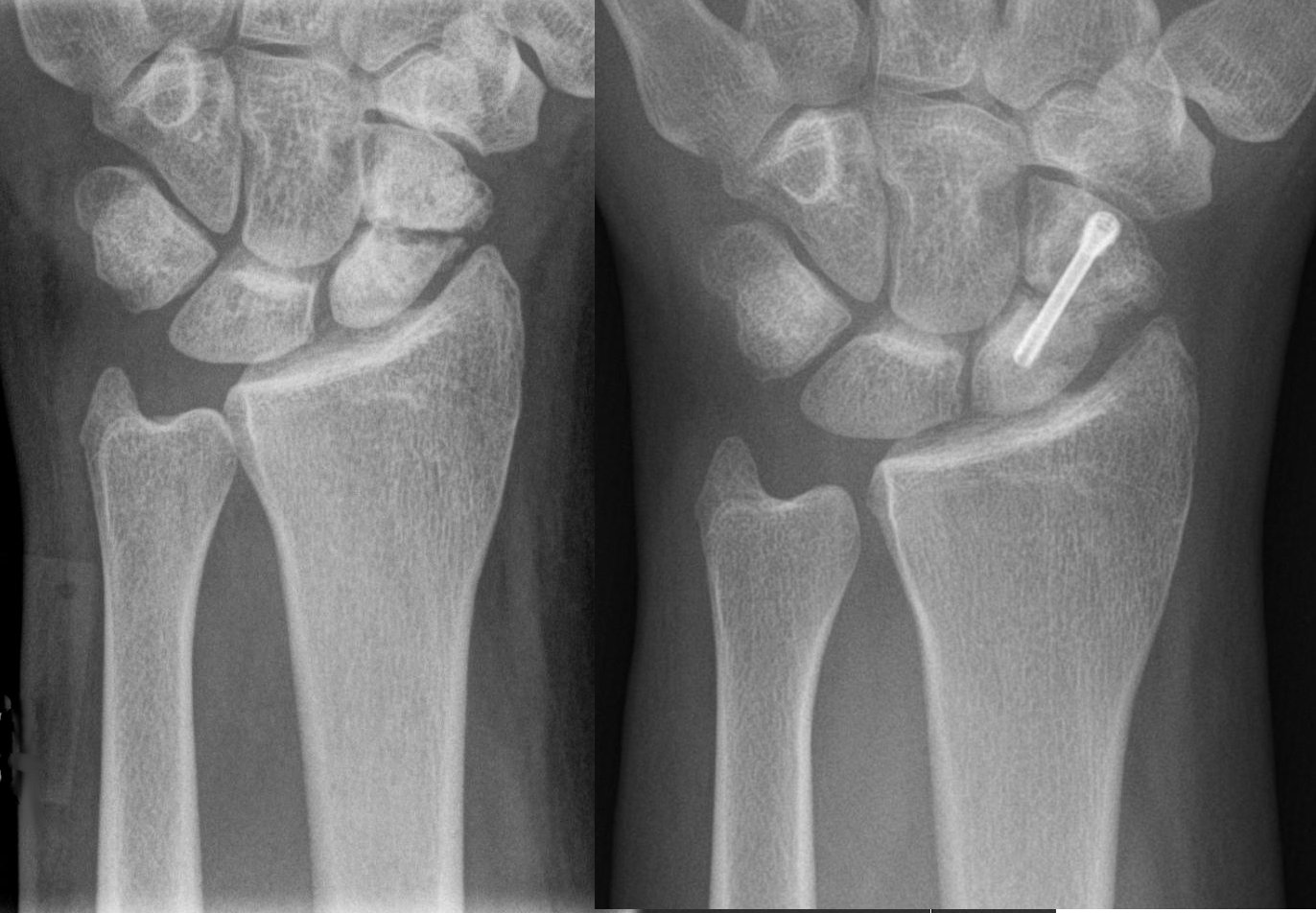
Pseudarthrose scaphoïde, avant et après traitement par vis de Herbert.

La vis de Herbert (inventée par Timothy Herbert) est une vis à canule à pas variable, généralement fabriquée en titane pour ses propriétés inoxydables, la vis est normalement destinée à rester indéfiniment dans le patient. Elle disponible depuis 1978,. Elle est également appelée « vis de compression sans tête » et est utilisée pour réaliser une compression interfragmentaire grâce à son pas différentiel (distance entre les filets de vis adjacents). 
Elle est utilisée dans les scaphoïdes, le capitellum, la tête radiale et les fractures ostéochondrales. Les autres utilisations comprennent l'ostéochondrite disséquante et l'arthrodèse des petites articulations. 